# نیکو دبریتس
نیکو دبریتس (انگلیسی: Nico Däbritz؛ زادهٔ ۲۶ اوت ۱۹۷۱) بازیکن فوتبال اهل آلمان است.
از باشگاه‌هایی که در آن بازی کرده‌است می‌توان به باشگاه فوتبال دینامو درسدن، باشگاه فوتبال وولفسبورگ، باشگاه فوتبال لوکوموتیو لایپزیگ، و باشگاه فوتبال هانوفر ۹۶ اشاره کرد.
وی همچنین در تیم ملی فوتبال زیر ۲۱ سال آلمان بازی کرده‌است.